# HD 29587 B

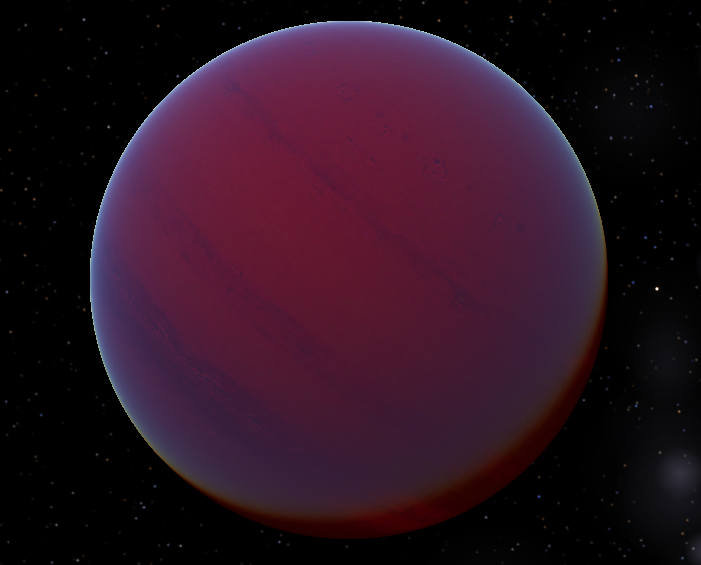
Concepção artística de HD 29587 B.

HD 29587 B é uma anã marrom companheira de HD 29587, uma estrela anã amarela da sequência principal localizada a cerca 93 anos-luz de distância a partir da Terra, na constelação de Perseus. Esta anã marrom em uma massa estimada de cerca de 55 massas de Júpiter.